# Country-Musik 2021
Die Liste bietet eine Übersicht über das Jahr 2021 im Genre Country-Musik.

## Top Hits des Jahres

### Year-End-Charts
Dies ist die Top 10 der Year-End-Charts, die vom Billboard-Magazin erhoben wurde.
1. Forever After All – Luke Combs
2. Fancy Like – Walker Hayes
3. I Hope – Gabby Barrett
4. Better Together – Luke Combs
5. Famous Friends – Chris Young & Kane Brown
6. The Good Ones – Gabby Barrett
7. Chasing After You – Ryan Hurd & Maren Morris
8. Starting Over – Chris Stapleton
9. Lil Bit – Nelly & Florida Georgia Line
10. Glad you exist – Dan + Shay

### Nummer-1-Hits
Die folgende Liste umfasst die Nummer-eins-Hits der Billboard Hot Country Songs des US-amerikanischen Musikmagazines Billboard chronologisch nach Wochenplatzierung.
- 2. Januar – I Hope – Gabby Barrett
- 23. Januar – Wasted on You – Morgan Wallen
- 6. Februar – Better Together – Luke Combs
- 27. Februar – Love Story (Taylor's Version) – Taylor Swift
- 13. März – Good Time – Niko Moon
- 27. März – What's your Country Song – Thomas Rhett
- 10. April – The Good Ones – Gabby Barrett
- 17. April – Starting Over – Chris Stapleton
- 15. Mai – Forever After All – Luke Combs
- 17. Juli – Am I the Only One – Aaron Lewis
- 24. Juli – Fancy Like – Walker Hayes
- 27. November – All Too Well (Taylor's Version) – Taylor Swift

## Alben

### Year-End-Charts
Dies ist die Top 10 der Year-End-Charts, die vom Billboard-Magazin erhoben wurde.
1. Dangerous: The Double Album – Morgan Wallen
2. What You See Is What You Get – Luke Combs
3. This One's For You – Luke Combs
4. Starting Over – Chris Stapleton
5. Fearless (Taylor's Version) – Taylor Swift
6. If I Know Me – Morgan Wallen
7. Traveller – Chris Stapleton
8. Goldmine – Gabby Barrett
9. Born Here Live Here Die Here – Luke Bryan
10. Hey World – Lee Brice

### Nummer-1-Alben
Die folgende Liste umfasst die Nummer-eins-Hits der Billboard Top Country Albums des US-amerikanischen Musikmagazines Billboard chronologisch nach Wochenplatzierung.
- 2. Januar – My Gift – Carrie Underwood (seit 12. Dezember des Vorjahres)
- 9. Januar – What You See Is What You Get – Luke Combs
- 23. Januar – Dangerous: The Double Album – Morgan Wallen
- 10. April – My Savior – Carrie Underwood
- 24. April – Fearless (Taylor's Version) – Taylor Swift
- 25. September – Star-Crossed – Kacey Musgraves
- 27. September – Red (Taylor's Version) – Taylor Swift

## Gestorben
- 07. Januar – Jamie O’Hara
- 08. Januar – Ed Bruce
- 18. Januar – Jimmie Rodgers
- 03. Februar – Jim Weatherly
- 17. Februar – Gene Summers
- 11. März – Ray Campi
- 14. April – Rusty Young
- 29. Mai – B.J. Thomas
- 04. Juli – Sanford Clark
- 29. Juli – Chris Wall
- 04. August – Razzy Bailey
- 09. August – Joey Ambrose
- 13. August – Nanci Griffith
- 20. August – Tom T. Hall
- 21. August – Don Everly
- 12. September – Don Maddox
- 22. September – Bob Moore
- 23. September – Sue Thompson
- 24. Oktober – Sonny Osborne
- 26. Oktober – Rose Lee Maphis
- 04. Dezember  – Stonewall Jackson
- 24. Dezember  – J. D. Crowe

## Neue Mitglieder der Hall of Fames

### Country Music Hall of Fame
- Eddie Bayers (* 1949)
- Ray Charles (* 1930; † 2004)
- Pete Drake (* 1932; † 1988)
- The Judds[4]

### International Bluegrass Music Hall of Fame
- Alison Krauss (* 1971)
- Lynn Morris (* 1948)
- The Stoneman Family[5]

### Nashville Songwriters Hall of Fame
- Rhett Akins
- Buddy Cannon
- Amy Grant
- Toby Keith
- John Scott Sherrill[6]

## Die wichtigsten Auszeichnungen

### Grammys
- Beste Country-Solodarbietung (Best Country Solo Performance) – When My Amy Prays, Vince Gill
- Beste Countrydarbietung eines Duos oder einer Gruppe (Best Country Duo/Group Performance) – 10,000 Hours, Dan + Shay & Justin Bieber
- Bester Countrysong (Best Country Song) – Crowded Table, The Highwaywomen (Autoren: Brandi Carlile, Natalie Hemby, Lori McKenna)
- Bestes Countryalbum (Best Country Album) – Wildcard von Miranda Lambert
- Bestes Bluegrass Album (Best Bluegrass Album) – The Grass Is Blue von Dolly Parton[7]

### ARIA Awards
- Best Country Album – The World Today – Troy Cassar-Daley

### Billboard Music Awards
- Top Country Song – I Hope, Gabby Barrett (featuring Charlie Puth)
- Top Country Artist – Morgan Wallen
- Top Country Album –  Dangerous: The Double Album – Morgan Wallen
- Top Country Duo/Group Artist – Florida Georgia Line
- Top Country Female Artist – Gabby Barrett
- Top Country Male Artist – Morgan Wallen

### Country Music Association Awards
- Entertainer of the Year – Luke Combs
- Song of the Year – Starting Over – Mike Henderson und Chris Stapleton
- Single of the Year – Starting Over – Chris Stapleton
- Album of the Year – Starting Over – Chris Stapleton
- Male Vocalist of the Year – Chris Stapleton
- Female Vocalist of the Year – Charly Pearce
- Vocal Duo of the Year – Brothers Osborne
- Vocal Group of the Year – Old Dominion
- Musician of the Year – Jenee Fleenor
- New Artist of the Year – Jimmie Allen
- Musical Event of the Year – Half of My Hometown – Kelsea Ballerini feat. Kenny Chesney
- Music Video of the Year – Half of My Hometown – Kelsea Ballerini feat. Kenny Chesney[8]

### Academy of Country Music Awards
- Entertainer of the Year – Luke Bryan
- Female Artist of the Year – Maren Morris
- Male Artist of the Year – Thomas Rhett
- Duo of the Year – Dan + Shay
- New Female Artist of the Year – Gabby Barrett
- New Male Artist of the Year – Jimmie Allen
- Album of the Year – Starting Over von Chris Stapleton
- Single of the Year – I Hope You're Happy Now von Carly Pearce und Lee Brice
- Song of the Year – The Bones von Maren Morris – Autoren: Jimmy Robbins, Maren Morris
- Video of the Year – Worldwide Beautiful von Kane Brown
- Music Event of the Year – I Hope You’re Happy Now von Carly Pearce und Lee Brice
- Songwriter of the Year – Hillary Lindsey[9]

### American Music Awards
- Favorite Country Male Artist – Luke Bryan
- Favorite Country Female Artist – Carrie Underwood
- Favorite Country Band/Duo/Group – Dan + Shay
- Favorite Country Album – Goldmine – Gabby Barrett
- Favorite Country Song – The Good Ones – Gabby Barrett[10]